# Vodiško
Vodiško je naselje v Občini Laško.